# Neobola bottegoi
Neobola bottegoi är en fiskart som beskrevs av Vinciguerra, 1895. Neobola bottegoi ingår i släktet Neobola och familjen karpfiskar. IUCN kategoriserar arten globalt som otillräckligt studerad. Inga underarter finns listade i Catalogue of Life.